# Lennon (Finistère)
Pour les articles homonymes, voir Lennon.
Lennon [lɛnɔ̃] est une commune du département du Finistère, dans la région Bretagne, en France.

## Géographie

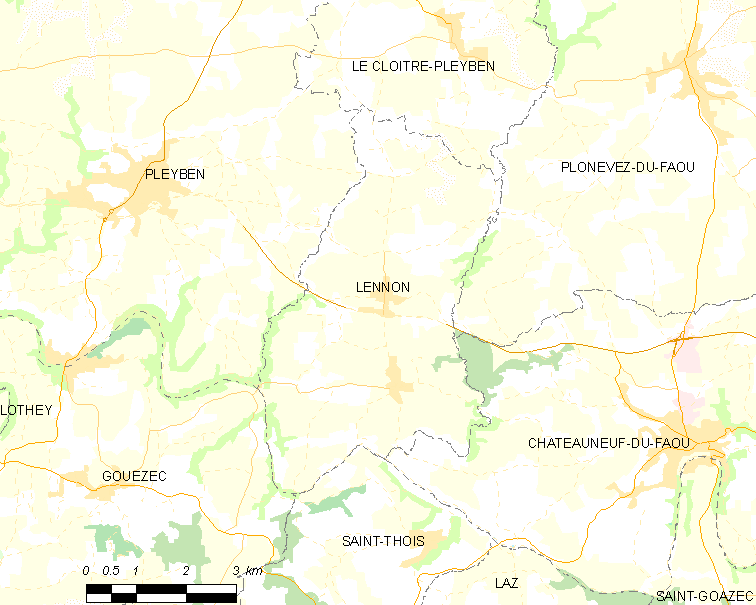
Carte de la commune de Lennon (Finistère) et des communes avoisinantes.

Les communes limitrophes sont  Châteauneuf-du-Faou, Gouézec, Le Cloître-Pleyben, Pleyben, Plonévez-du-Faou et Saint-Thois.

### Situation et relief
Lennon est sise dans le centre du département du Finistère, entre les monts d'Arrée, plus au nord, et les montagnes Noires, au sud. Le finage communal est délimité au sud par l'Aulne canalisé (canal de Nantes à Brest), à l'est par le Ster Goanez, affluent de rive droite de l'Aulne, à l'ouest par un autre affluent de rive droite de l'Aulne qui conflue avec celui-ci au niveau du pont de Ty Men. Le territoire communal, globalement en pente vers le sud, est compris entre 152 mètres (dans le nord-ouest du finage communal, au sud du hameau de Chelvest) et 29 mètres d'altitude (dans la vallée de l'Aulne, au niveau du pont de Ty Men) ; le bourg, situé sur le plateau, est vers 125 mètres d'altitude.
La commune présente un aspect de bocage avec un habitat rural dispersé entre de nombreux hameaux et fermes isolées.

### Transports
Le canal de Nantes à Brest n'est plus navigable et l'ancienne voie ferrée à voie étroite du Réseau breton allant de Carhaix à Châteaulin, ouverte en 1904 et fermée en septembre 1967 n'existe plus (Lennon possédait une gare, située au nord du hameau de Ty Blaise) ; la commune est traversée par la route nationale 164, aménagée en voie express, allant de Châteaulin à Montauban-de-Bretagne, en direction de Rennes, la commune étant desservie par l'échangeur de Ty Blaise.

### Hydrographie
Pour un article plus général, voir Réseau hydrographique du Finistère.
La commune est située dans le bassin Loire-Bretagne. Elle est drainée par l'Aulne, le canal de Nantes à Brest, le Stêr Goanez et divers autres petits cours d'eau,.
L'Aulne, d'une longueur de 144 km, prend sa source dans la commune de Lohuec et se jette  dans la rade de Brest en limite de Landévennec et de Rosnoen, après avoir traversé 27 communes.  Les caractéristiques hydrologiques de l'Aulne sont données par la station hydrologique située sur la commune de Châteauneuf-du-Faou. Le débit moyen mensuel est de 22,5 m3/s. Le débit moyen journalier maximum est de 417 m3/s, atteint lors de la crue du 28 janvier 1995. Le débit instantané maximal est quant à lui de 436 m3/s, atteint le même jour.
Le canal de Nantes à Brest est un canal, chenal et un estuaire et un cours d'eau naturel navigable sur une grande partie de son cours, d'une longueur de 364 km. Il prend sa source dans la commune de Nort-sur-Erdre et se jette  dans la Loire à Nantes. 
Le Ster Goanez, d'une longueur de 24 km, prend sa source dans la commune de Loqueffret et se jette  dans le canal de Nantes à Brest à Saint-Thois, après avoir traversé six communes. 

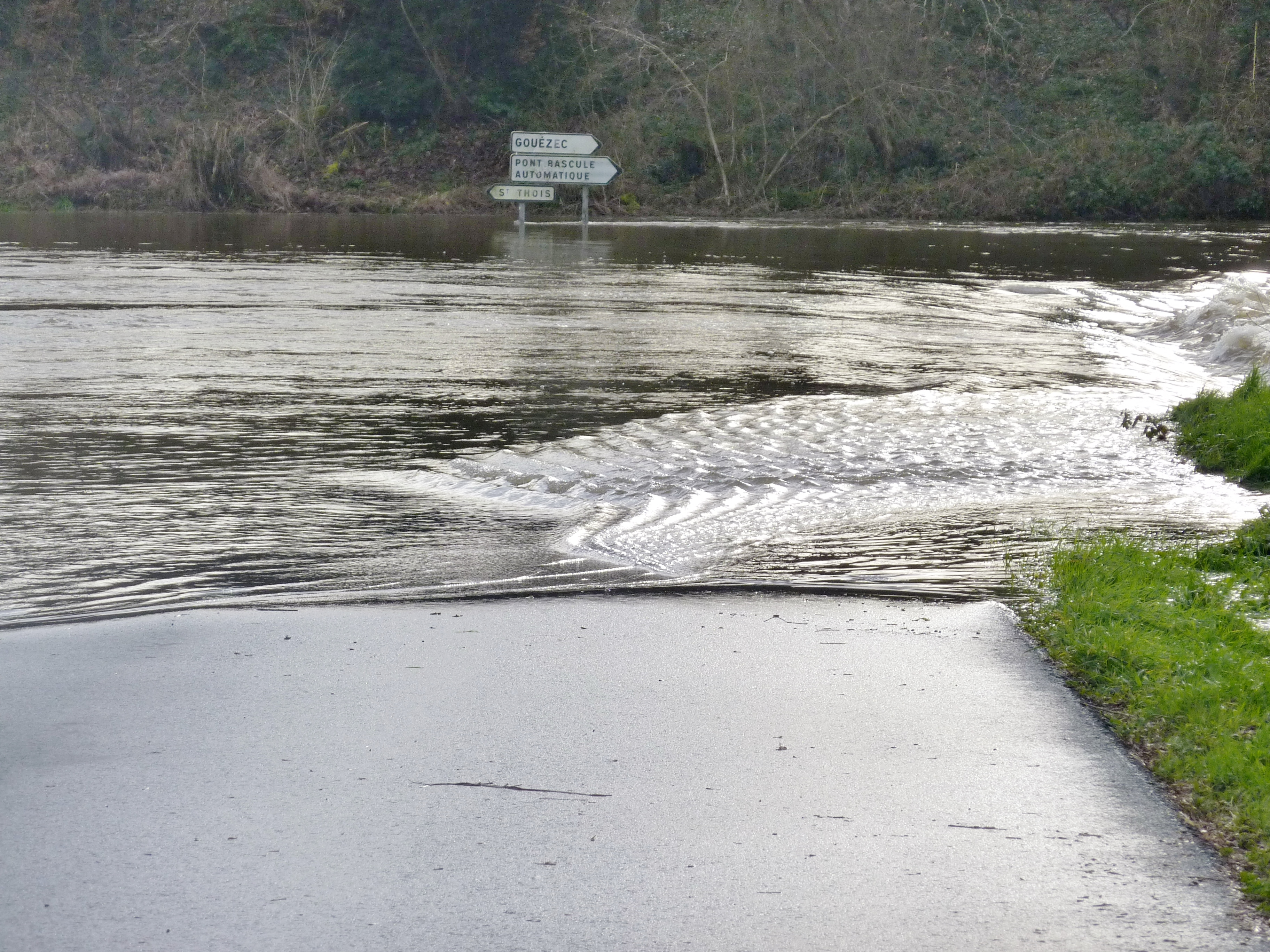
L'Aulne en crue au pont de Ty Men (7 février 2014).
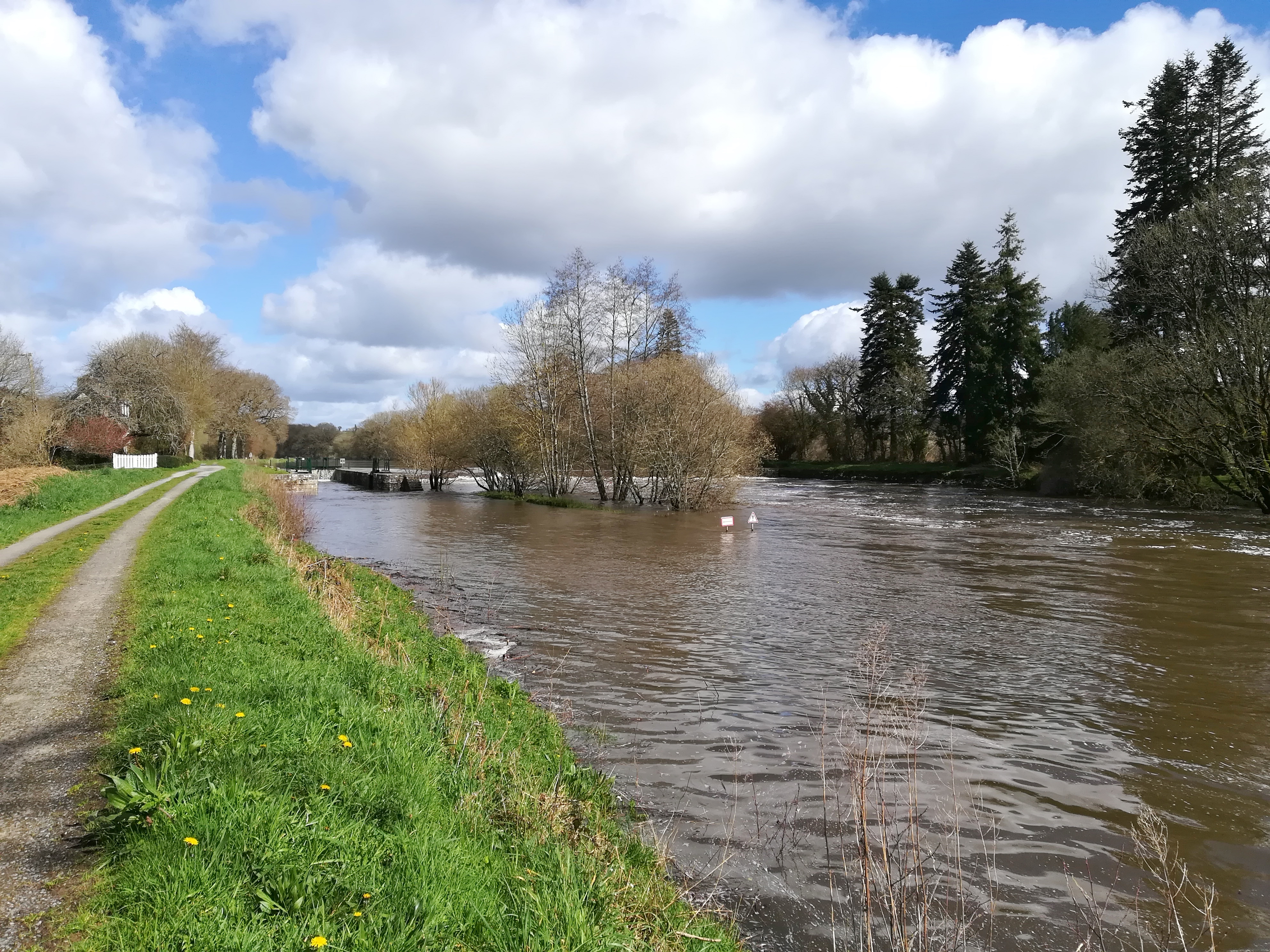
Le canal de Nantes à Brest (Aulne canalisée) au niveau de l'écluse de Nénez en période de fortes eaux.
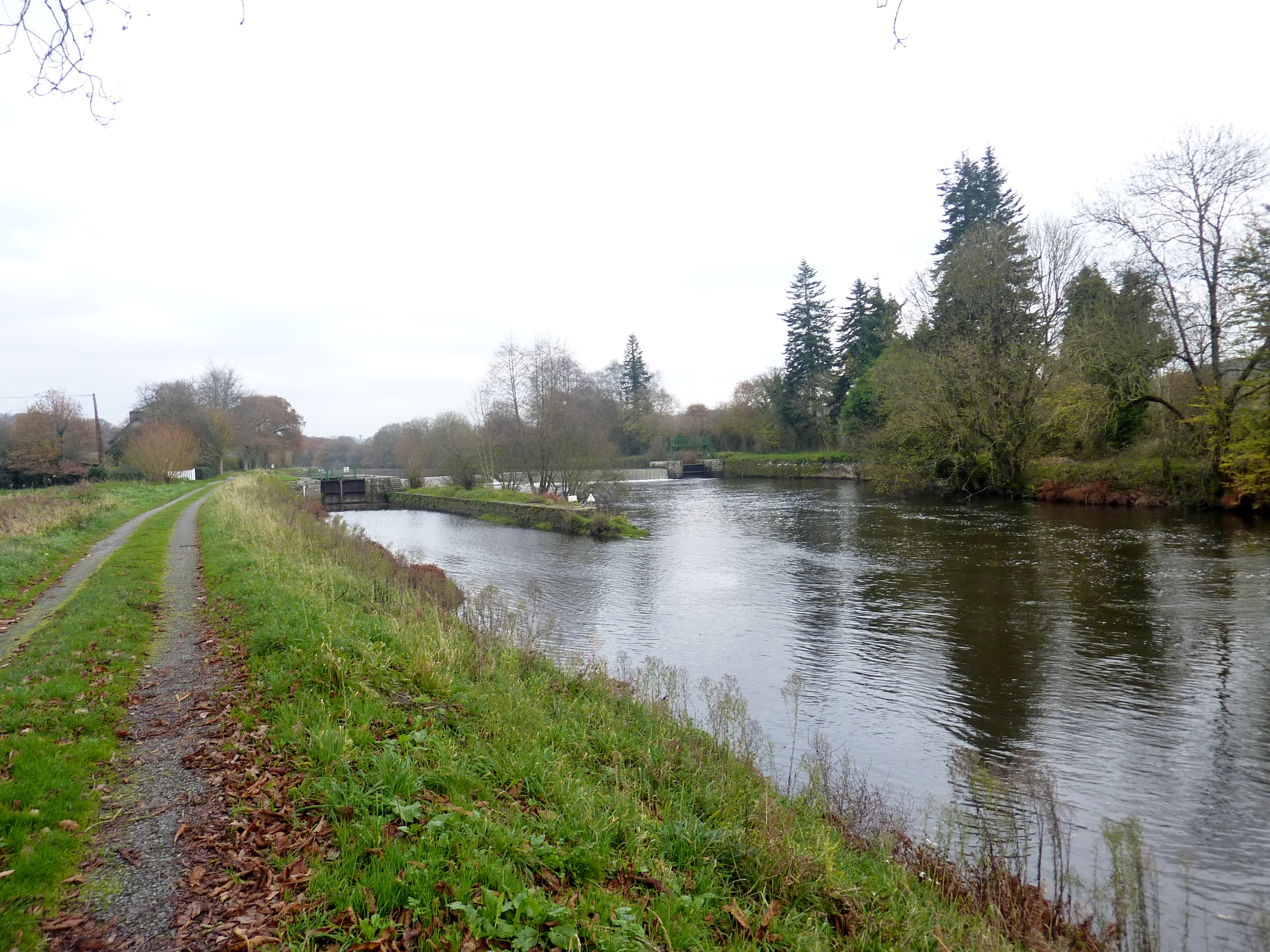
L'écluse de Nénez (écluse n°223).
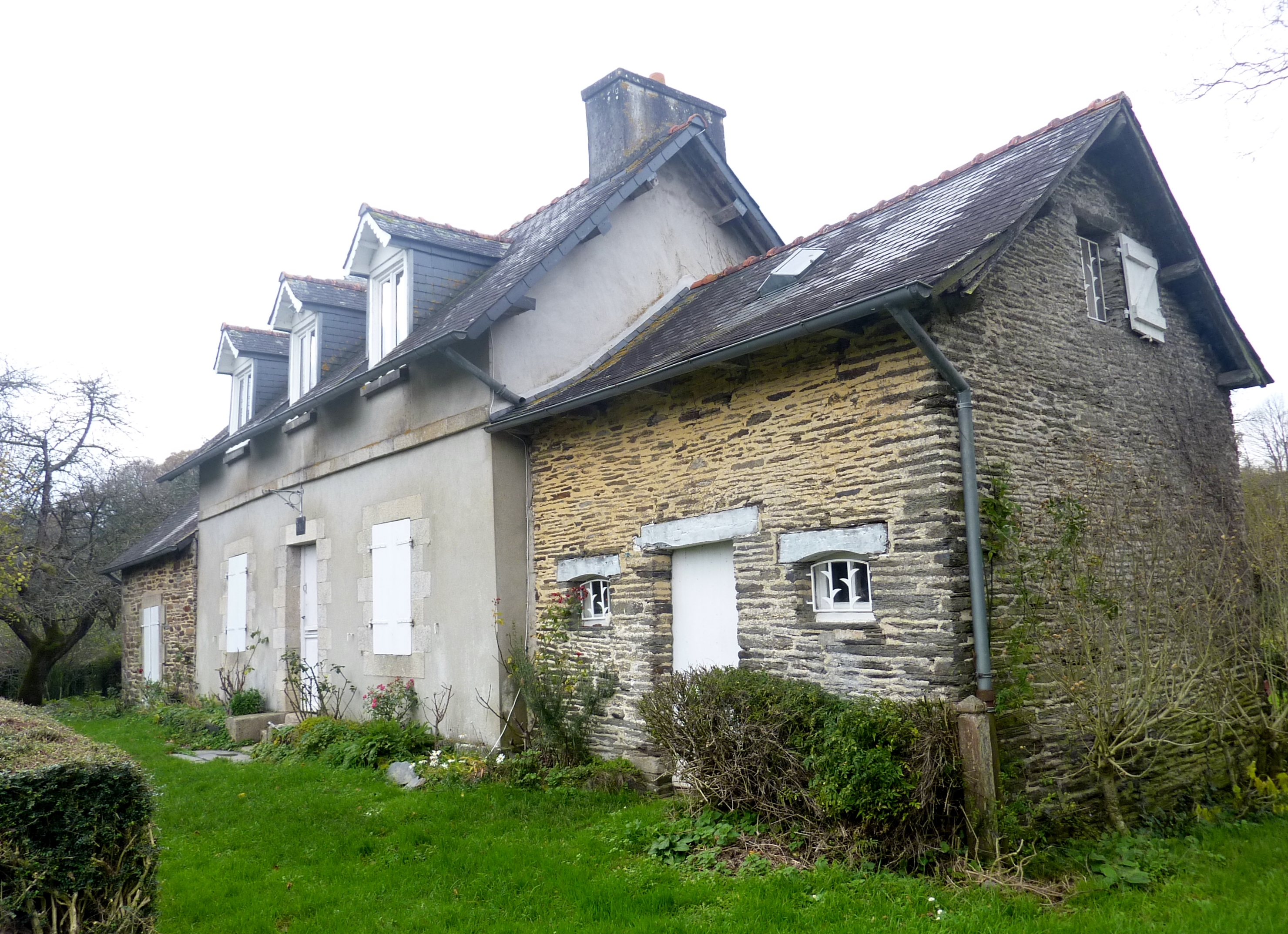
La maison éclusière de Nénez.

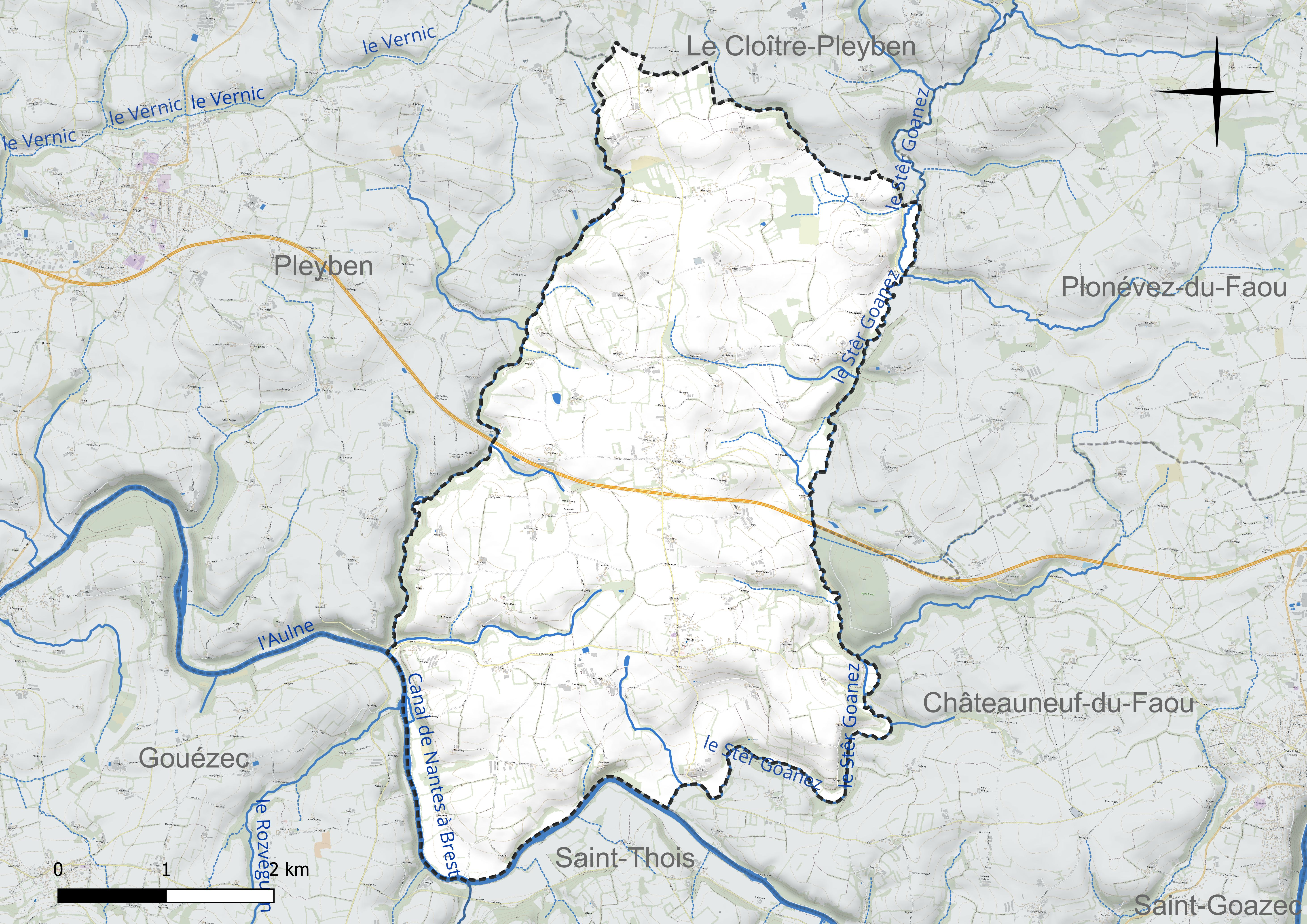
Réseau hydrographique de Lennon.

### Climat
Pour des articles plus généraux, voir Climat de la Bretagne et Climat du Finistère.
En 2010, le climat de la commune est de type climat océanique franc, selon une étude du CNRS s'appuyant sur une série de données couvrant la période 1971-2000. En 2020, Météo-France publie une typologie des climats de la France métropolitaine dans laquelle la commune est exposée à un climat océanique et est dans la région climatique  Finistère nord, caractérisée par une pluviométrie élevée, des températures douces en hiver (6 °C), fraîches en été et des vents forts. Parallèlement l'observatoire de l'environnement en Bretagne publie en 2020 un zonage climatique de la région Bretagne, s'appuyant sur des données de Météo-France de 2009. La commune est, selon ce zonage, dans la zone « Monts d'Arrée », avec des hivers froids, peu de chaleurs et de fortes pluies.  
Pour la période 1971-2000, la température annuelle moyenne est de 11,2 °C, avec  une amplitude thermique annuelle de 11,3 °C. Le cumul annuel moyen de précipitations est de 1 146 mm, avec 15,6 jours de précipitations en janvier et 8,6 jours en juillet. Pour la période 1991-2020, la température moyenne annuelle observée sur la station météorologique la plus proche, située sur la commune de Saint-Ségal à 13 km à vol d'oiseau, est de 11,8 °C et le cumul annuel moyen de précipitations est de 1 126,1 mm,. Pour l'avenir, les paramètres climatiques de la commune estimés pour 2050 selon différents scénarios d'émission de gaz à effet de serre sont consultables sur un site dédié publié par Météo-France en novembre 2022.

## Urbanisme

### Typologie
Au 1er janvier 2024, Lennon est catégorisée commune rurale à habitat très dispersé, selon la nouvelle grille communale de densité à 7 niveaux définie par l'Insee en 2022.
Elle est située hors unité urbaine. Par ailleurs la commune fait partie de l'aire d'attraction de Pleyben - Châteaulin, dont elle est une commune de la couronne,. Cette aire, qui regroupe 18 communes, est catégorisée dans les aires de moins de 50 000 habitants,.

### Occupation des sols
L'occupation des sols de la commune, telle qu'elle ressort de la base de données européenne d'occupation biophysique des sols Corine Land Cover (CLC), est marquée par l'importance des territoires agricoles (93,1 % en 2018), une proportion identique à celle de 1990 (93,1 %). La répartition détaillée en 2018 est la suivante : 
terres arables (65,4 %), zones agricoles hétérogènes (23,1 %), prairies (4,6 %), forêts (4,5 %), zones urbanisées (2,4 %). L'évolution de l'occupation des sols de la commune et de ses infrastructures peut être observée sur les différentes représentations cartographiques du territoire : la carte de Cassini (XVIIIe siècle), la carte d'état-major (1820-1866) et les cartes ou photos aériennes de l'IGN pour la période actuelle (1950 à aujourd'hui).

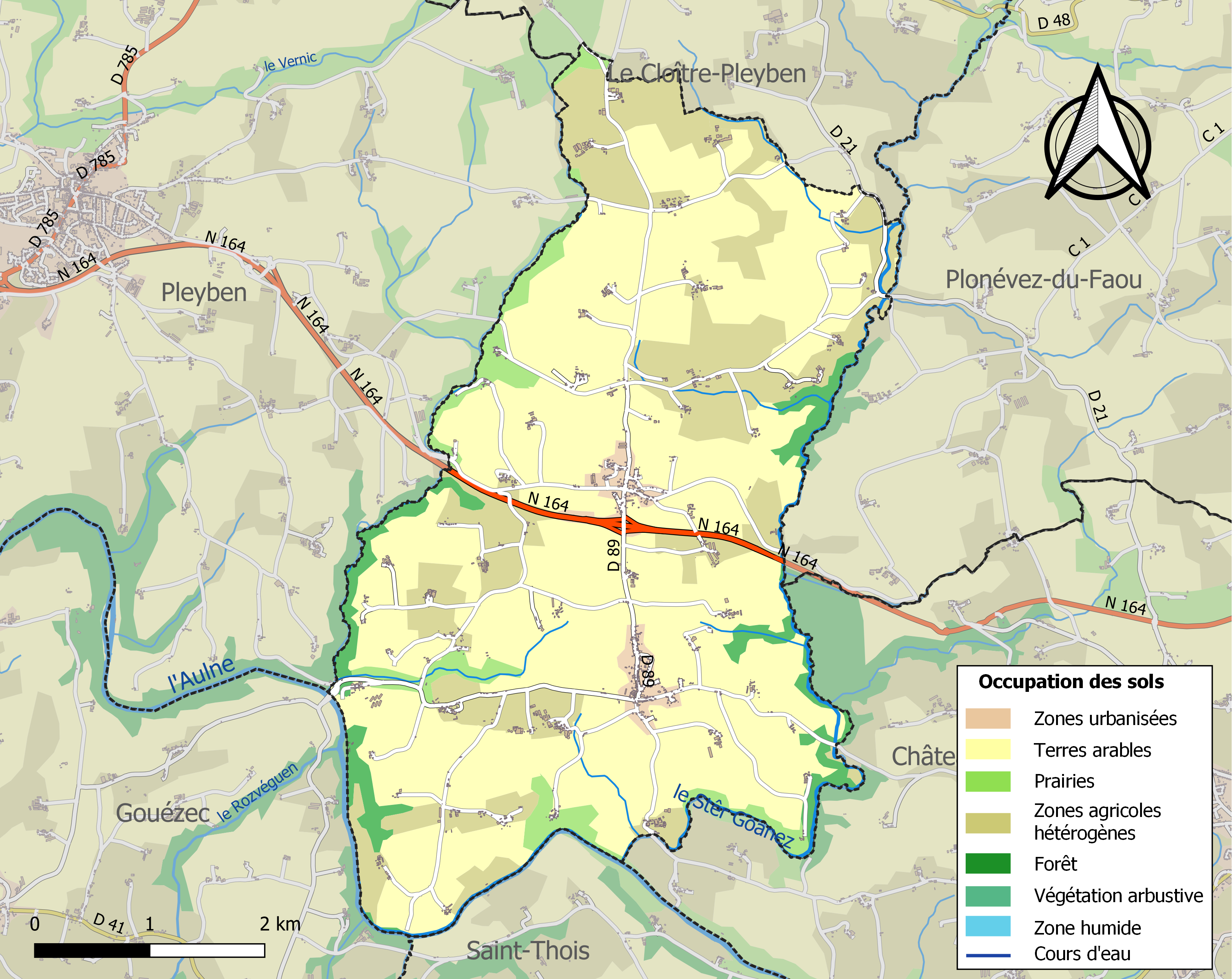
Carte des infrastructures et de l'occupation des sols de la commune en 2018 (CLC).

## Histoire

### Étymologie et origines
En breton lenn signifie « étang ». Selon Joseph Loth, le nom  proviendrait peut-être de saint Nonna, mais plutôt de sainte Nonne, deux saints souvent confondus et tous les deux honorés en plusieurs endroits du Finistère (sainte Nonne est aussi honorée par exemple à Dirinon et un lieu-dit "Lannon" existe à Bannalec). Une autre hypothèse, émise entre autres par Taldir Jaffrennou, avance l'idée que le mot "Lennon" proviendrait du breton lan qui signifie « petit monastère » ou « ermitage ».
Le nom de la paroisse s'écrivait Lemnon en 1217, Lennon dès 1330.

### Antiquité
Une stèle gauloise en grès, datant de l'Âge du fer, a été trouvée à Kergoniou et représente une divinité à deux têtes adossées, peut-être symbolisant la vie et la mort. Elle se trouve au « Musée départemental breton » de Quimper.

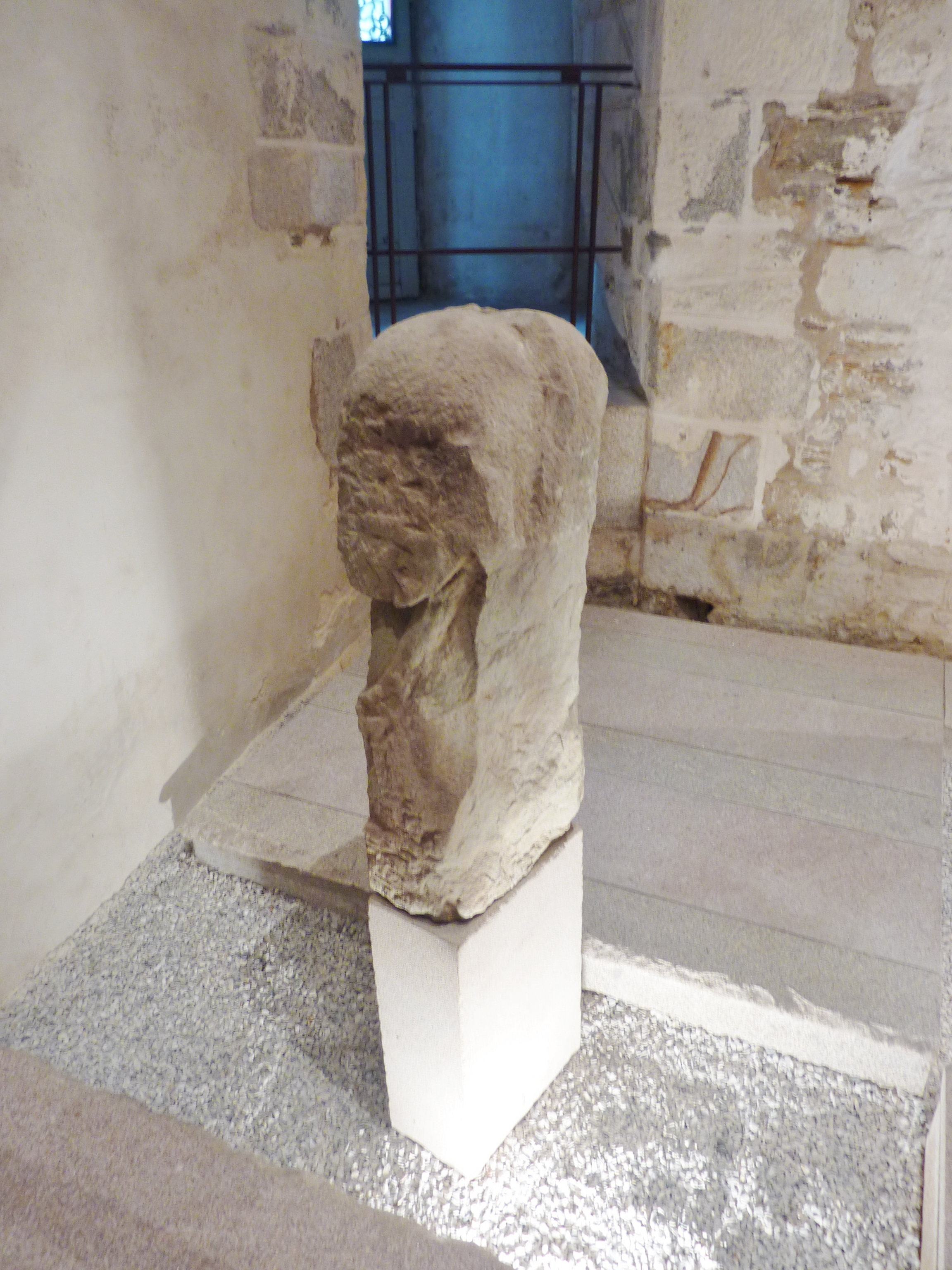
La stèle gauloise à deux têtes adossées trouvée à Lennon.

### Moyen Âge

Le blason de Claude Mahé, seigneur de Kermorvan en Lennon.

Lennon est issu du démembrement de la paroisse de Pleyben. La paroisse dépendait de la châtellenie de Châteaulin et de l'évêché de Cornouaille.
Une motte féodale est encore visible à l'est du hameau de Kérezec.
Claude Mahé, écuyer, seigneur de Quermorvan [Kermorvan], de Kerovant, de Pradenou, de Berdouaré, etc. est confirmé par lettres patentes du roi de France dans ses titres de noblesse en janvier 1668.
Les recteurs de Lennon sont connus depuis 1366, année où Jean an Bolaës, de Pont-Croix, cède sa cure à Guillaume Kaër, de Quimper. Le livre d'Yves Chaussy, moine bénédictin à la cure de Lennon, Une paroisse bretonne Lennon, publié en 1953, fournit la liste de tous les prêtres connus de Lennon depuis le Moyen Âge.

### Époque moderne

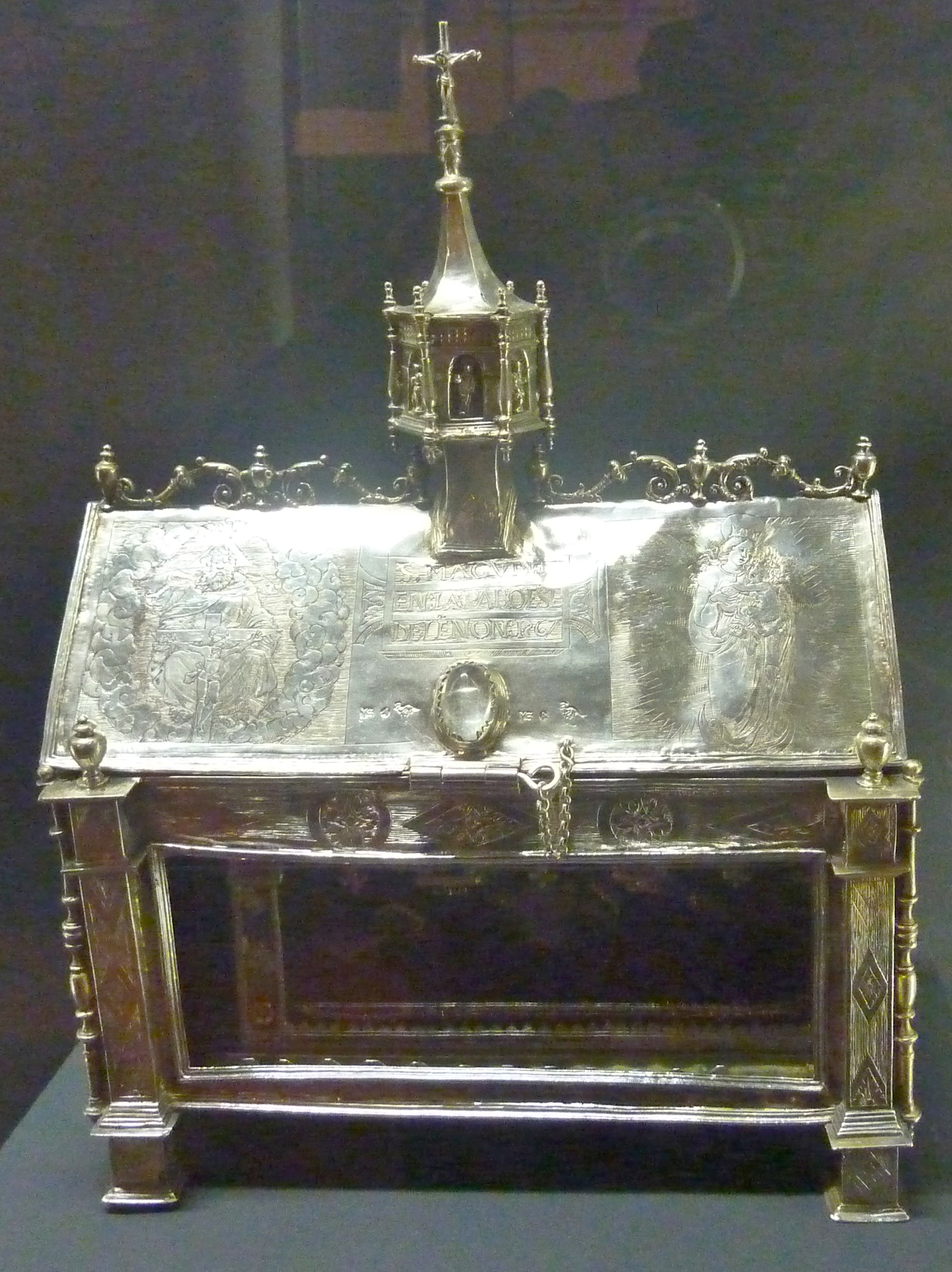
Lennon (Finistère) : le reliquaire de Saint-Maudez (daté de 1567, en argent).

En 1593, pendant les guerres de la Ligue, des paysans de Landeleau, de Cléden, de Spézet, de Loqueffret, de Lennon et de plusieurs autres bourgs participèrent au siège du château du Granec en Landeleau alors tenu par le brigand Guy Éder de la Fontenelle, qui en tua environ huit cents.
Selon Yves Chaussy, en septembre et octobre 1741, une épidémie de dysenterie provoque de nombreux décès à Lennon (52 décès sont enregistrés pendant ces deux mois). L'épidémie de fièvre typhoïde propagée depuis Brest par l'escadre du comte de la Motte provoque en 1758 70 décès à Lennon, mais c'est une épidémie de nature non précisée survenue en 1786 qui provoqua le plus de décès (12 décès enregistrés dans la paroisse cette année-là).
Tout au long du XVIIIe siècle, la famille de La Sauldraye, seigneurs de Kergoniou tentèrent d'imposer leur droit de prééminence qui leur était contesté.
Jean-Baptiste Ogée a décrit ainsi Lennon à la fin du XVIIIe siècle : 

« Son territoire, plein de vallons et de montagnes, renferme des terres labourables, des prairies, des terres incultes et stériles, et des landes, dont on pourrait cependant tirer un parti avantageux si on les cultivait. »

Selon Louis Charpentier, dans une monographie intitulée "De Funnay à Ty Mur. Mémorable aventure d'Escailleurs ardennais qui s'en furent au pays d'Armor, exploiter les pierres d'ardoises", vers 1777 des Ardennais, venant principalement de la région de Fumay, vinrent trouver du travail dans les ardoisières de la vallée de l'Aulne, apportant avec eux l'art de mieux tailler l'ardoise. Dans l'impossibilité de trouver leur lieu réel d'origine, P.-A. Limon les surnomme "Parisiens" dans son livre "Usages et règlements locaux en vigueur dans le Finistère" publié en 1857, et les ardoises bretonnes furent surnommées "parisiennes". Cette immigration concerna principalement les communes de Port-Launay, Châteaulin, Lopérec, Saint-Coulitz, Pleyben, Lothey, Gouézec, Lennon, Spézet, Motreff, Châteauneuf-du-Faou et Saint-Goazec. Les noms de famille se sont transformés au fil du temps : les Waslet sont devenus Voachelet, Les Lefèvre sont devenus Lefeuvre, les Bouchy Bouché, etc..

### LeXIXesiècle
En 1843, A. Marteville et Pierre Varin, continuateurs d'Ogée, recensent, pour une superficie totale communale de 2 277 ha, 1 182 ha de terres labourables, 164 ha de prés et pâtures, 37 ha de bois, 104 ha de vergers et jardins, 648 ha de landes et incultes. La commune possède alors, outre l'église paroissiale, trois chapelles (celle de Kernac'hguen dans la partie sud de la commune ; celle de Sainte-Barbe, dans sa partie nord-ouest ; celle de Saint-Nicolas, tout près du canal de Nantes à Brest) et six moulins à eau (dont ceux de Sainte-Barbe, Kerivin, Botdoa et Kergoniou). Les auteurs ajoutent : « L'agriculture est peu florissante dans cette commune, où l'on connaît à peine les prairies artificielles ; l'avoine cependant est l'objet d'un assez fort commerce, on en exporte pas moins de 15 à 20 000 hectolitres par an. On fait quelques élèves [élevages] de chevaux ; malheureusement les cultivateurs préfèrent encore les étalons du pays à ceux des haras ».
En 1861, le Conseil général du Finistère accorde une subvention de 5 000 francs à la commune de Lennon pour la reconstruction de son église paroissiale et une autre subvention de 2 500 francs en 1872 pour la reconstruction de son presbytère. Le même Conseil général refuse en 1872 la création, demandée par le Conseil municipal, d'une foire à Lennon car « la multiplicité des foires détourne les cultivateurs de leurs travaux » et que « la commune de Lennon se trouve à proximité de celles de Châteauneuf, de Pleyben, de Brasparts, qui possèdent des foires et marchés, où les cultivateurs de Lennon trouvent de faciles débouchés ».

### LeXXesiècle

#### La Première Guerre mondiale

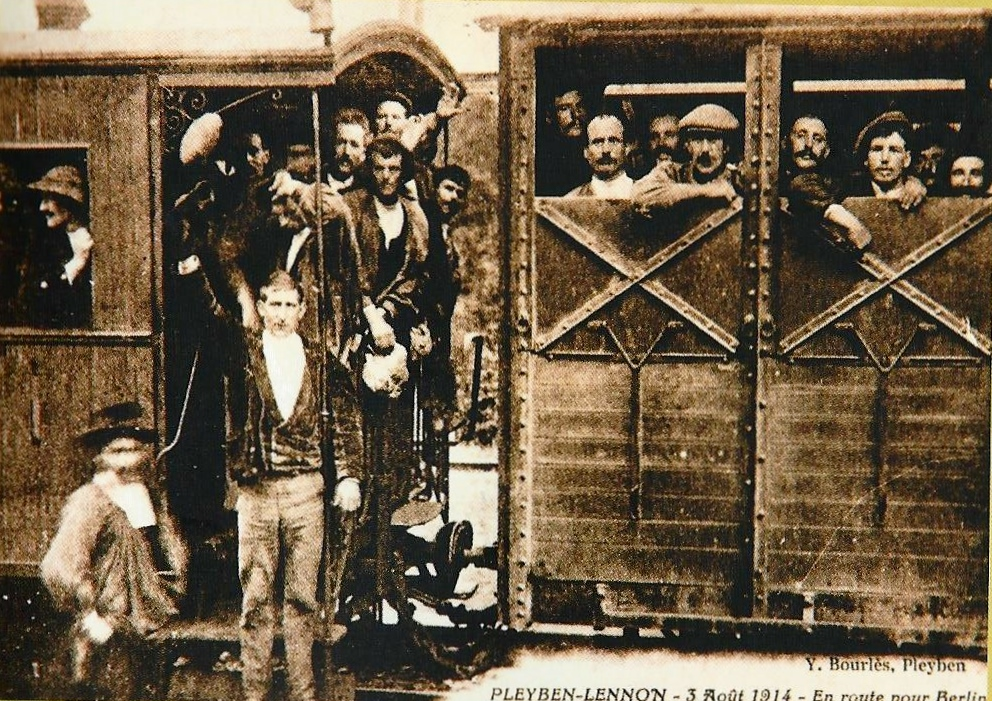
Lennon ː départ des soldats pour le front (carte postale, 3 août 1914).

Le monument aux morts de Lennon porte les noms de 108 soldats morts pour la France pendant la Première Guerre mondiale. Jean Gendron, caporal clairon au 118e régiment d'infanterie, décédé le 13 octobre 1914 des suites de ses blessures à l'hôpital temporaire no 5 d'Amiens (Somme) fut décoré à titre posthume de la Croix de guerre avec étoile de bronze. Huit soldats sont morts sur le sol belge, dont six en 1914 lors de la Course à la mer et les deux autres en 1918 ; deux soldats membres de l'Armée française d'Orient sont morts dans les Balkans, l'un, Yves Miossec, décédé en Turquie, et l'autre, Yves Gendron, en Macédoine ; un marin, Jean Motreff est mort en mer ; la plupart des autres sont décédés sur le sol français. Un soldat, Guillaume Ollivier est mort aussi au Maroc en 1914.

#### L'Entre-deux-guerres
Des jeunes paysans finistériens, notamment 6 familles de Lennon, émigrent pendant la décennie 1920 en direction du Périgord et du sud-ouest de la France ; certains s'installent dans le Périgord, notamment dans le canton de Seyches et dans la région de Monflanquin.

#### L'«auberge rouge» de Ty-Men
En 1938 a lieu aux assises du Finistère à Quimper le procès dit de l'« auberge rouge » qui défraya la chronique en son temps : à la suite de la découverte de deux corps, l'un, celui de Jean-Louis Goïc, ouvrier agricole demeurant à Kerisit en Pleyben, le 14 août 1936 dans le canal de Nantes à Brest à 500 m en amont de l'écluse de Rosvéguen en Lennon, l'autre celui d'un inconnu semblant d'origine asiatique et surnommé le « marchand chinois » car il était marchand ambulant. Trois hommes dont deux originaires de Lennon (le troisième de Châteauneuf-du-Faou) sont accusés de ces meurtres. Selon une version, ces crimes auraient eu lieu dans l'auberge de Ty-men en pleyben, d'où le nom donné à l'affaire. La rumeur publique attribua aux accusés d'autres disparitions survenues dans la région dans la quinzaine d'années précédentes. Les deux accusés principaux furent condamnés aux travaux forcés l'un Joseph-Marie Créteau à perpétuité, l'autre Jean Cadiou à vingt ans et le troisième Jérôme Maudire à 5 ans de réclusion.

#### La Seconde Guerre mondiale
Le monument aux morts de Lennon porte les noms de 14 personnes mortes pour la France pendant la Seconde Guerre mondiale ; parmi elles, un marin, François Le Saux, est mort en mer.

## Politique et administration
| Période                                  | Période    | Identité                             | Étiquette   | Qualité                                                                                               |
| ---------------------------------------- | ---------- | ------------------------------------ | ----------- | --- |
| Les données manquantes sont à compléter. |            |                                      |             | |
| 1824                                     | 1831       | Guillaume Picard                     |             | |
| 1832                                     | 1848       | René Le Menn                         |             | |
| 1848                                     | 1855       | Laurent Derrien fils                 |             | |
| 1855                                     | 1869       | Laurent Le Menn                      |             | |
| 1870                                     | 1871       | Mathias Derrien                      |             | |
| 1871                                     | 1876       | François Chaussy                     |             | |
| 1876                                     | 1877       | Joseph Caro                          |             | |
| 1881                                     | 1900       | Yves Berthélémé                      | Monarchiste | Conseiller d'arrondissement (1886 → 1892)                                                             |
| 1900                                     | 1917       | Jean-Michel Berthélémé               |             | |
| décembre 1919                            | mai 1935   | Jean-Louis Henry                     | URD         | Agriculteur et apiculteur Président du Syndicat apicole de Bretagne Député du Finistère (1924 → 1928) |
| mai 1935                                 | après 1938 | Pierre Paugam                        |             | |
| Les données manquantes sont à compléter. |            |                                      |             | |
| 1947                                     | mars 1977  | Yves Hamon                           | MRP puis CD | Exploitant agricole Sénateur du Finistère (1959 → 1971) Conseiller général de Pleyben (1955 → 1973)   |
| mars 1977                                | mars 1989  | René Le Page (1919-1996)             |             | Agriculteur                                                                                           |
| mars 1989                                | mars 2001  | Jean-Joseph « Jo » Furic (1929-2021) |             | Aviculteur                                                                                            |
| mars 2001                                | En cours   | Jean-Luc Vigouroux                   | DVD         | Agent technique Réélu pour le mandat 2020-2026                                                        |

Lennon a fait partie dès 1790 du département du Finistère, du district de Châteaulin devenu arrondissement en 1801 et du canton de Pleiben devenu Pleyben en 1801.

## Démographie
| 1793  | 1800  | 1806  | 1821  | 1831  | 1836  | 1841  | 1846  | 1851  |
| ----- | ----- | ----- | ----- | ----- | ----- | ----- | ----- | ----- |
| 1 204 | 1 307 | 1 147 | 1 219 | 1 229 | 1 354 | 1 395 | 1 508 | 1 502 |

| 1856  | 1861  | 1866  | 1872  | 1876  | 1881  | 1886  | 1891  | 1896  |
| ----- | ----- | ----- | ----- | ----- | ----- | ----- | ----- | ----- |
| 1 450 | 1 456 | 1 512 | 1 568 | 1 667 | 1 655 | 1 723 | 1 759 | 1 816 |

| 1901  | 1906  | 1911  | 1921  | 1926  | 1931  | 1936  | 1946  | 1954  |
| ----- | ----- | ----- | ----- | ----- | ----- | ----- | ----- | ----- |
| 1 841 | 1 763 | 1 756 | 1 560 | 1 427 | 1 418 | 1 354 | 1 383 | 1 087 |

| 1962  | 1968 | 1975 | 1982 | 1990 | 1999 | 2006 | 2007 | 2012 |
| ----- | ---- | ---- | ---- | ---- | ---- | ---- | ---- | ---- |
| 1 042 | 922  | 770  | 652  | 646  | 645  | 738  | 751  | 822  |

| 2017 | 2022 | - | - | - | - | - | - | - |
| ---- | ---- | - | - | - | - | - | - | - |
| 788  | 801  | - | - | - | - | - | - | - |

## Monuments et sites
- Église de la Sainte-Trinité : construite entre le XVIe  et le  XVIIIe siècle, elle fut reconstruite en 1862 par l'architecte diocésain Joseph Bigot[43].
- Chapelle Sainte-Barbe : elle fait l'objet d'un programme de restauration soutenu par la Fondation du patrimoine[44].
- Chapelle Saint-Maudet : honorant saint Maudez, elle fut construite au XVIe siècle et restaurée plusieurs fois. Inscrite au titre des monuments historiques par arrêté du 24 janvier 1952[45],[46].
- Chapelle Saint-Nicolas : construite au XVIe siècle et restaurée en 1968[47].

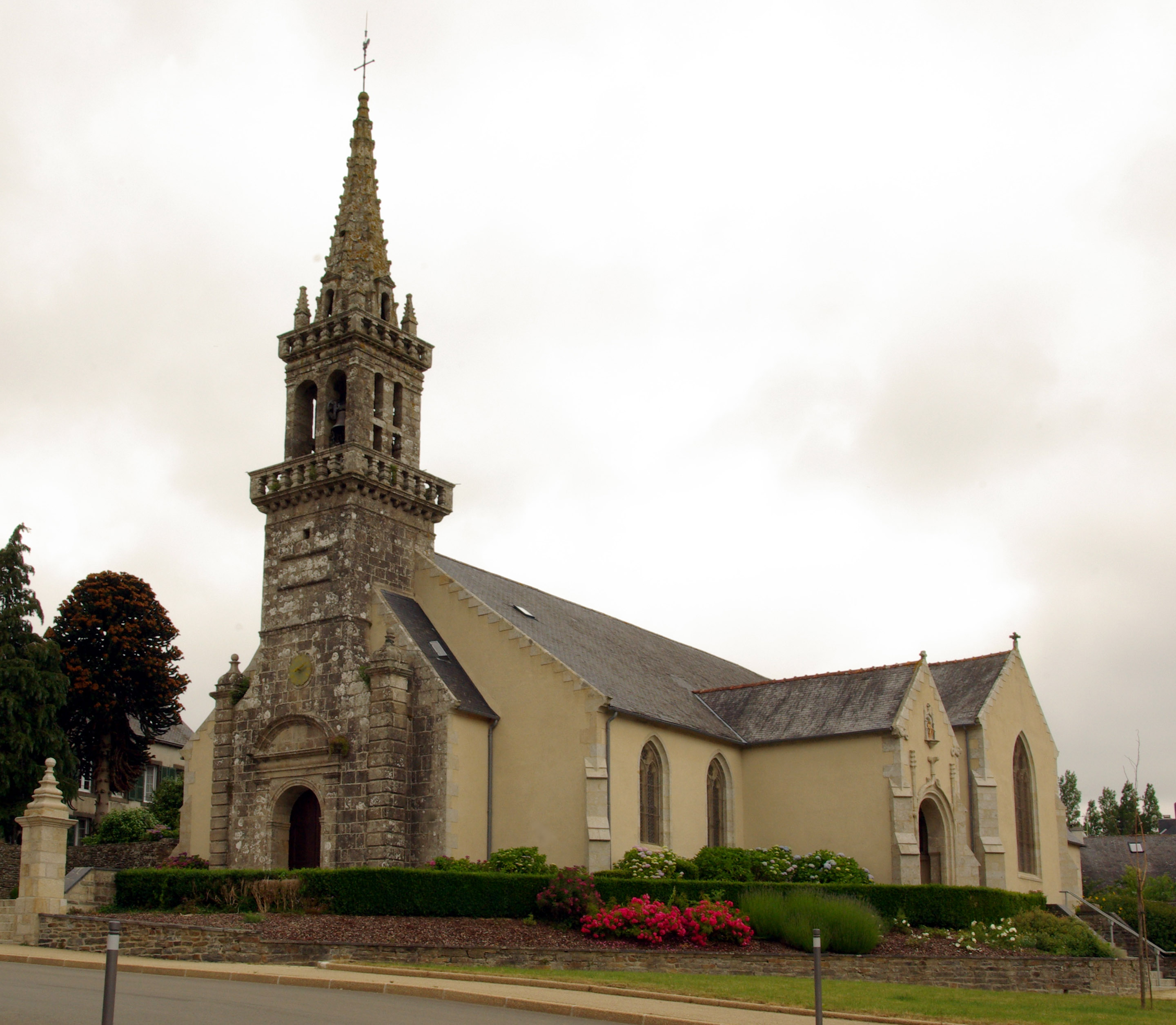
Église de la Sainte-Trinité.
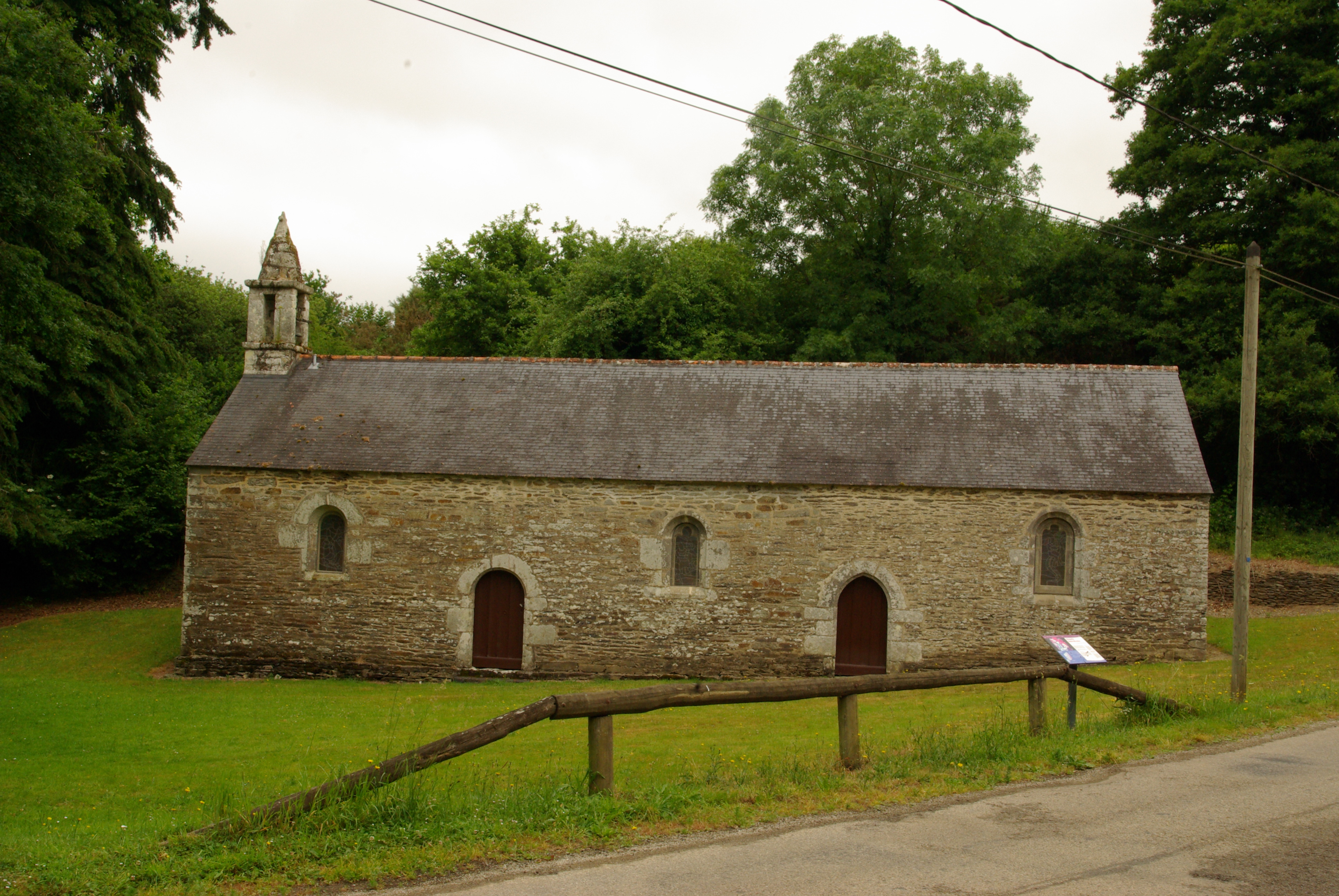
Chapelle Saint-Nicolas.
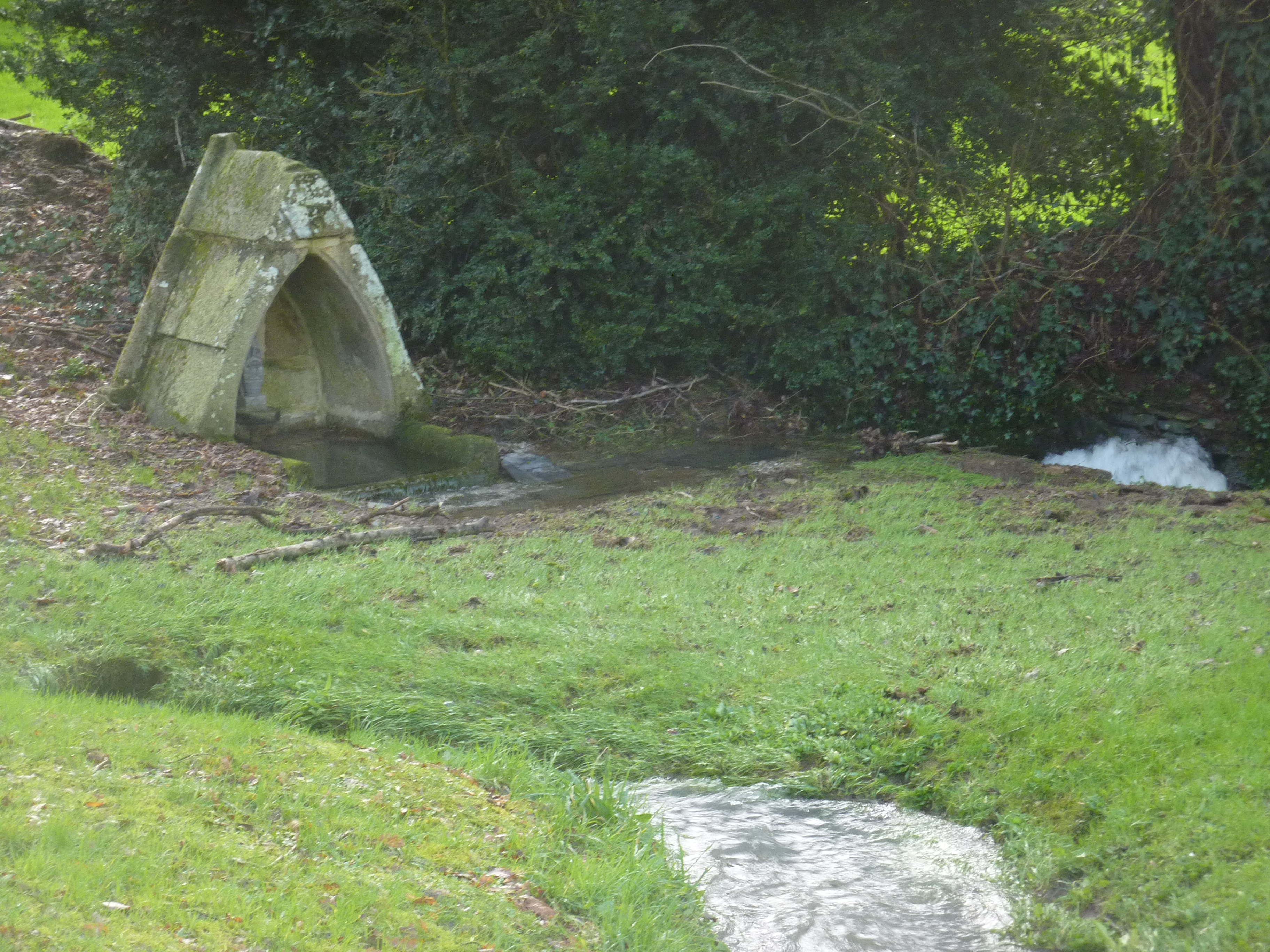
La fontaine située près de la chapelle Saint-Nicolas.
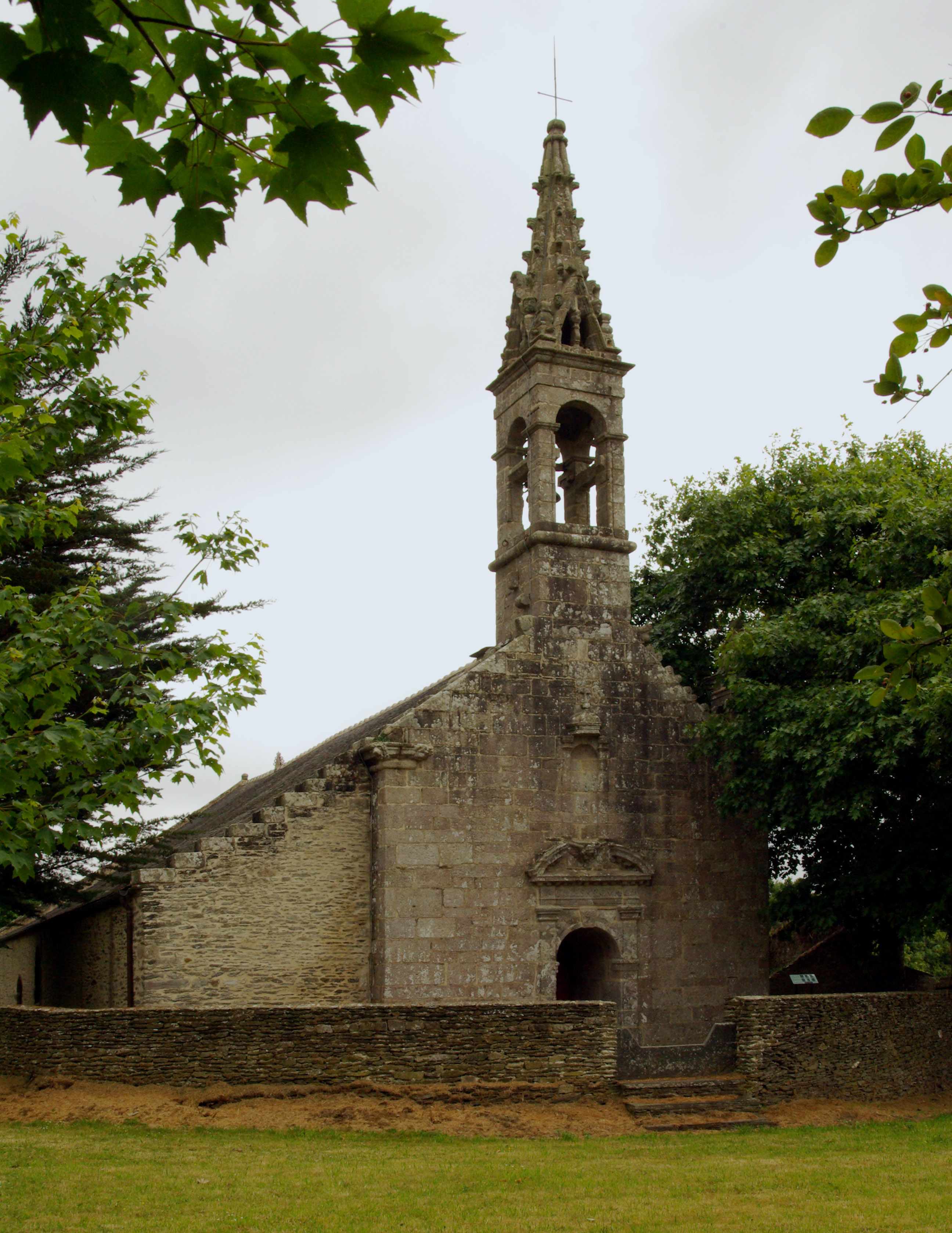
Chapelle Saint-Maudet.

- La maison éclusière de Rosvéguen, où vécut un temps dans son enfance le peintre Jules Noël, présente l'histoire de la partie finistérienne du canal de Nantes à Brest.
- Le chaland Victor, dernier vestige de la batellerie ayant navigué sur le canal de Nantes à Brest, visible au pont de Ti-Men, à la limite des communes de Pleyben, Gouézec et Lennon.

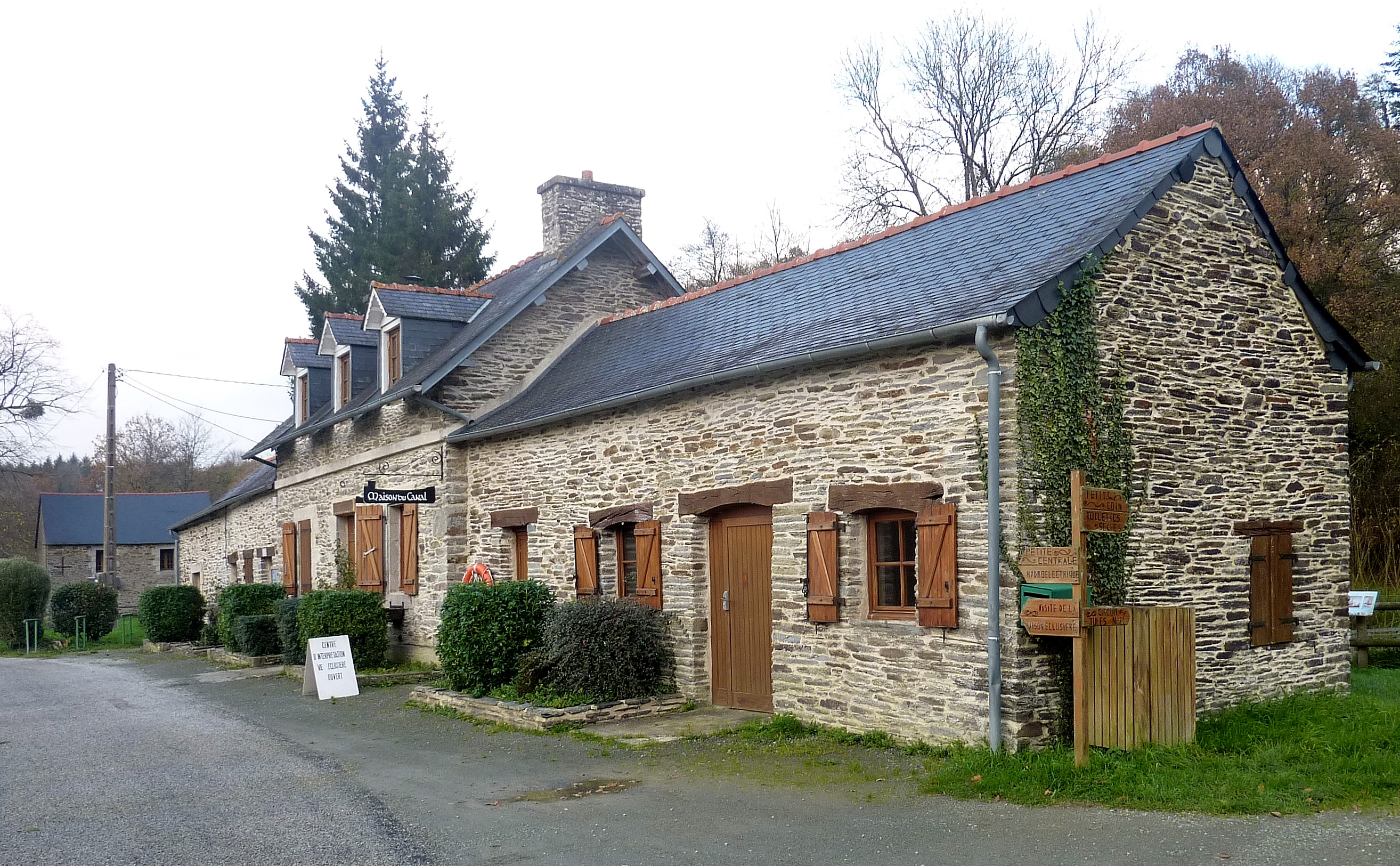
La maison éclusière de Rosvéguen, actuellement réaménagée en « Maison du Canal ». Vers 1825 le peintre Jules Noël (1810-1881) y vécut une partie de son enfance. C'est ici que naquit en 1883, Marie Ambroisine Jourdren, la grand-mère maternelle de Michel Polnareff.
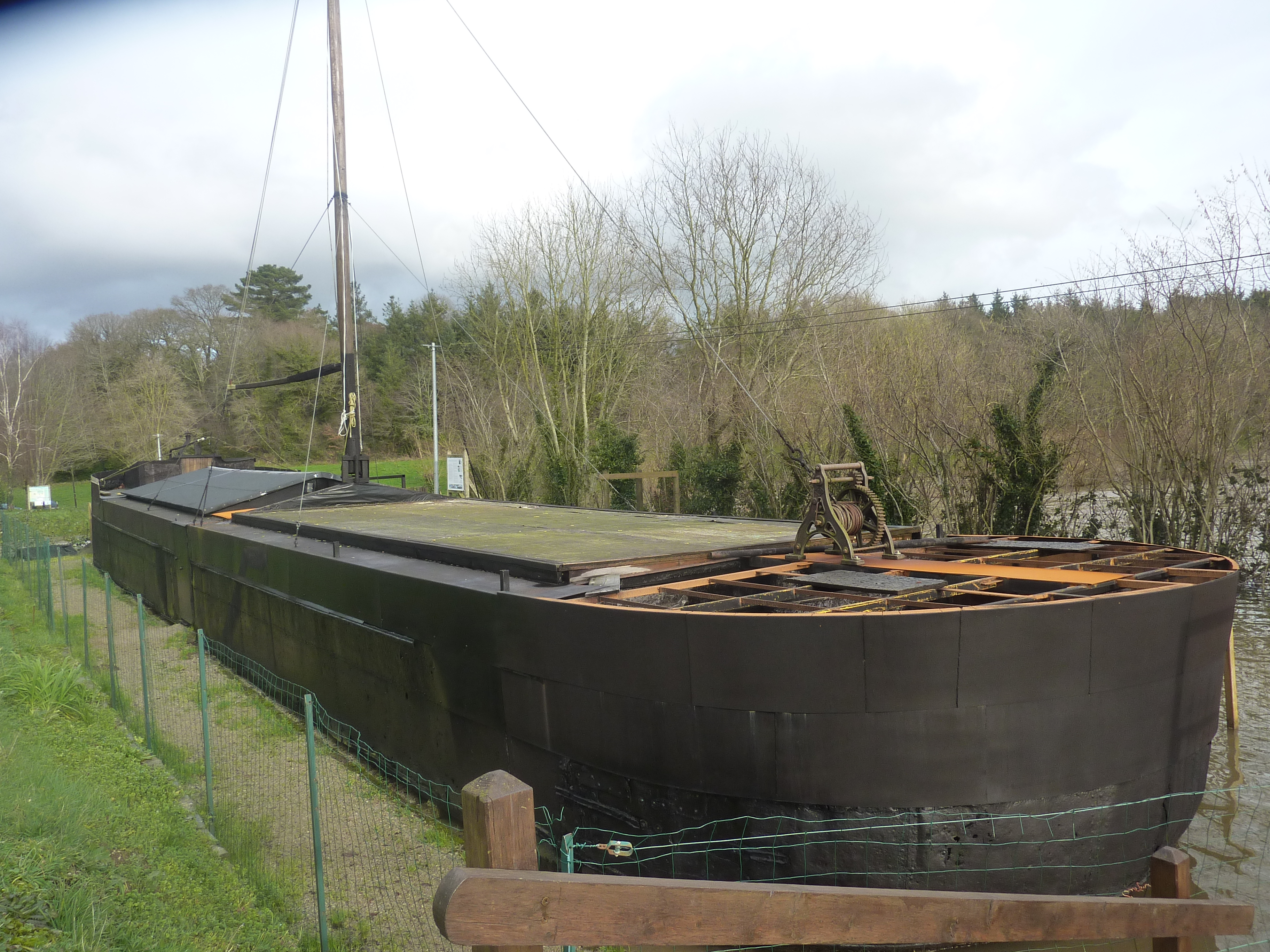
Le chaland « Victor », dernier vestige de la batellerie sur le canal de Nantes à Brest, visitable au pont de Ti-Men.